# Dorsa Whiston
I Dorsa Whiston sono un sistema di creste lunari intitolato al teologo, storico e matematico inglese William Whiston nel 1976. Si trova nell'Oceanus Procellarum e ha una lunghezza di circa 85 km.